# Baran Bölükbaşı
Baran Bölükbaşı (İskenderun, 1994. május 1. –) török színész, és zenész.

## Élete és pályafutása
A Beykent Egyetem Színművészeti Tanszékén tanult, hogy közvetlenül színpadra lépjen. Színészetet az Antalya Replik Művészeti Iskolákban és a Cüneyt Sayıl Színművészeti Műhelyben tanult.
Az egyik ismert színházi alak lett, különösen Antalyában, ahol egy ideig az Antalya Replik Művészeti Iskolákban dolgozott.
A színészetet profin megtanulta, pályafutását a színházban kezdte, és számos színházi alkotást játszott, mielőtt belépett a rohamosan növekvő televíziós török dráma világába. 
Ő az a fiatal színész, aki meg tudta győzni a készítőket, hogy az utóbbi évek legfontosabb drámai alkotásaiba őt válasszák.

## Filmográfia
| Filmek               | Filmek             | Filmek          | Filmek      |
| Year                 | Cím                | Szerep          | Magyar hang |
| -------------------- | ------------------ | --------------- | ----------- |
| 2021                 | 15/07 Safak Vakti  | Yusuf           |             |
| Televíziós sorozatok |                    |                 |             |
| Év                   | Cím                | Szerep          | Magyar hang |
| 2017                 | Adı Efsane         | Fikret Yurdakul |             |
| 2017                 | Sevda'nın Bahçesi  | Tolga           |             |
| 2018                 | Servet             | Korkmaz         |             |
| 2019-2020            | Vuslat             | Firat Çaglar    |             |
| 2021                 | Ögrenci Evi        | Latif           |             |
| 2022                 | Son Nefesime Kadar | Ozan            |             |
| 2022                 | Bir Peri Masali    | Alp Gocer       |             |
| 2022-                | Az aranyifjú       | Tarık İhsanlı   |             |
| 2023-2024            | Sakla Beni         | Kadir           |             |
| 2024                 | Hiç                |                 |             |

## Forrás
- IMDb